# خولیو دوس سانتوس
جولیو داس سانتوس (انگلیسی: Julio dos Santos؛ زادهٔ ۷ مهٔ ۱۹۸۳) یک بازیکن فوتبال اهل پاراگوئه است.
وی همچنین در تیم ملی فوتبال پاراگوئه بازی کرده‌است.